# Position Eyebani
 (janvier 2020).
Si vous disposez d'ouvrages ou d'articles de référence ou si vous connaissez des sites web de qualité traitant du thème abordé ici, merci de compléter l'article en donnant les références utiles à sa vérifiabilité et en les liant à la section « Notes et références ».
Albums de Bozi Boziana
Les Refoules de Schengen
(1997) Film Ebaluki
(2000)
Position Eyebani est un album de Bozi Boziana avec l'orchestre Anti Choc, sorti en juillet 1999.

## Titres
| No  | Titre             | Auteur          | Durée |
| --- | ----------------- | --------------- | ----- |
| 1.  | Position Eyebani  | Bozi Boziana    | 6:43  |
| 2.  | Nimeina           | Bozi Boziana    | 7:20  |
| 3.  | Ponini-Ngaite     | Charly          | 7:48  |
| 4.  | Fifi Kibomdo      | Ladie Nsilu     | 7:42  |
| 5.  | Tu Es Pour Moi    | Betty Bis Sumbu | 6:08  |
| 6.  | Ekomi Défaite     | Jacson Benz     | 6:06  |
| 7.  | Lucien Nalinga    | Aridjana        | 7:31  |
| 8.  | Nazala Nano Muana | Florence Lubaya | 6:34  |
| 9.  | Mamy Tuzo         | Hervé           | 3:25  |
| 10. | Clovis            | Bozi Boziana    | 6:23  |
| 11. | Fin du Monde      | Janvier Okota   | 7:43  |

## Participants

### Chant
- Lady Miyembe Aridjana Les Grands Muyanzi
- Marcel Bakenda
- Abel Benz
- Getou
- Ervé Jacques Kuku Pende
- Solbaka

### Guitares
- Bello Bongo
- Coréen Polystar
- Janvier Okota
- Gaïen

### Basse
- Blaise
- Egide Bass

### Animation
- Gentamicine lisimo